# Стоянка Новакович
Стоянка Новакович (серб. Stojanka Novaković / Стојанка Новаковић), більш відома під псевдонімом Стоя (серб. Стоја / Stoja; народилася 4 червня 1972 в Перлезе) — югославська і сербська співачка в стилі турбо-фолк.

## Біографія
Стоянка Новакович закінчила початкову школу міста Перлез і середню школу міста Зренянин. Співом займалась ще в ранньому дитинстві, талант успадкувала від свого батька Мілана. У шкільному хорі була першим голосом. У рідному селі жила до 25 років. Кар'єру співачки розпочала у 1998 році, записавши альбом «Kako je meni sada», що мав великий успіх.
Записувала свої альбоми переважно на лейблі Grand Production, власником якого була боснійська співачка Лепа Брена. Стоянка взяла псевдонім Стоя, під яким і виступає зараз. Вважається однією з найпопулярніших співачок на Балканах.
Найвідомішими синглами Стоянки Новакович вважаються пісні «Ćiki, ćiki», «Samo idi» і «Umri».
Стоянка одружилась у 16 років, стала матір'ю у 17, а вдовою в 19 років, коли її перший чоловік загинув у автомобільній катастрофі в 1991 році Бабусею вперше стала в 33 роки, коли народилася Міліца, перша дитина її сина Мілана..
З 2007 року Стоянка живе в Белграді. Стоянка Новакович отримала прізвище Йованович після одруження з архітектором Ігорем Йовановичем 1 листопада 2009 року.

## Дискографія

### Альбоми
- Kako je meni sada (1998)
- Ćiki, ćiki (1999)
- Samo (2000)
- Evropa (2001)
- Zakletva (2003)
- 5 (2004)
- Metak (2006)
- Do gole kože (2008)
- Naj, naj (2009)

### Сингли
- Дві тисячі десять
  - Kakva sam, takva sam
  - Živi i uživaj
  - Revolucija
- 2011
  - Polako
  - Idi gde ti volja
- 2012
  - Šuki
  - Sad ja tebe neću
  - Pare, pare

### Спільні виступи
- Tika tak (2003) з Калачем Сейо
- Osveta (2009) з групою Južni Vetar